# Châtel-Guyon
Châtel-Guyon (até 2008: Châtelguyon) é uma comuna francesa na região administrativa de Auvérnia-Ródano-Alpes, no departamento Puy-de-Dôme. Estende-se por uma área de 14,07 km². Em 2010 a comuna tinha 6 376 habitantes (densidade: 453,2 hab./km²).